# Lajos Parti Nagy

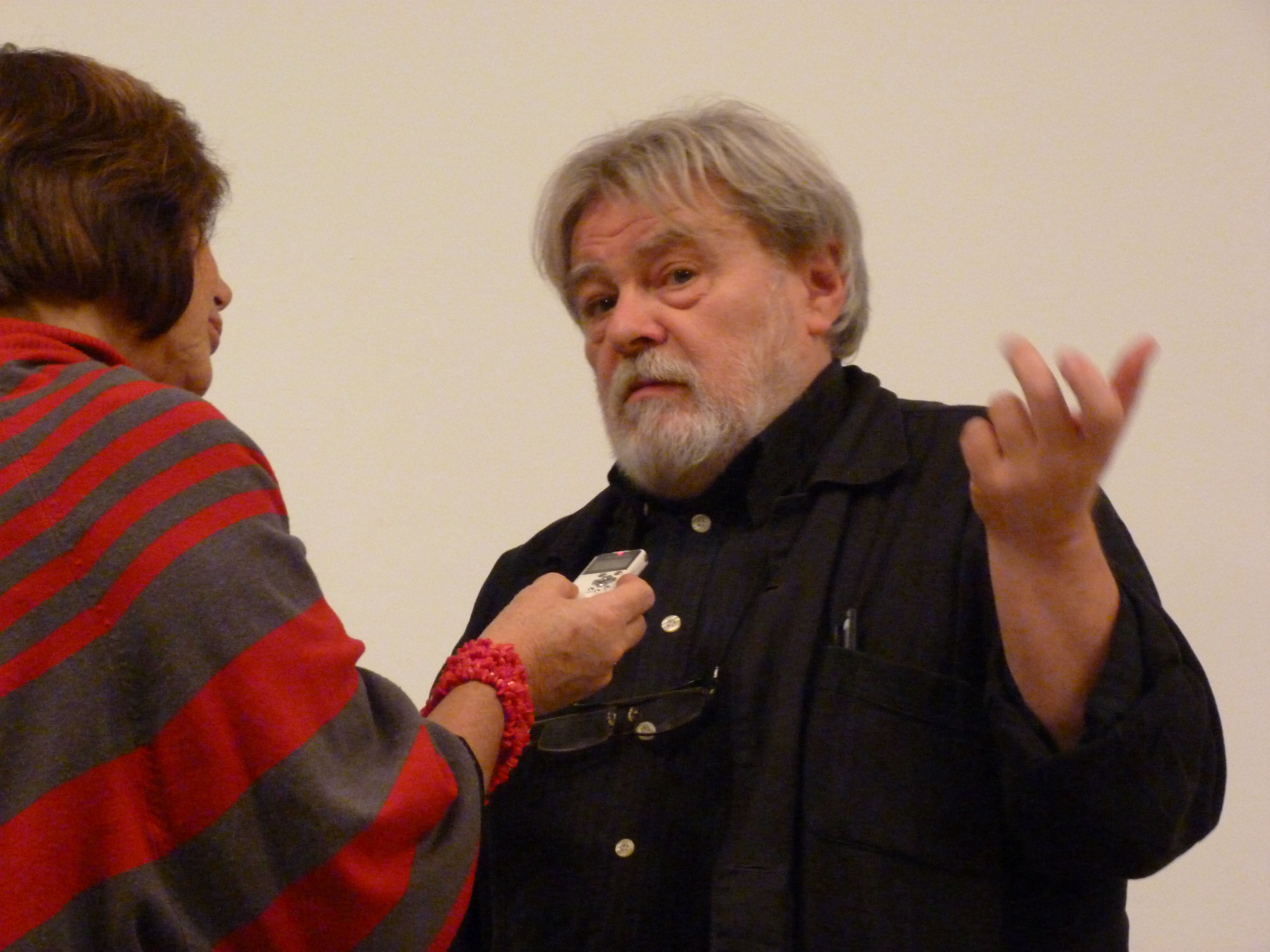
Lajos Parti Nagy 2011

Lajos Parti Nagy (* 12. Oktober 1953 in Szekszárd) ist ein ungarischer Dichter und Prosaist.

## Leben und Werk
1979 bis 1986 war er Redakteur der Literaturzeitschrift Jelenkor, seitdem ist er freischaffender Schriftsteller und Übersetzer. Nagy begann seine schriftstellerische Tätigkeit als Lyriker, bis er Mitte der 1990er Jahre auch Erzählungen, Romane, Hörspiele und Dramen verfasste.
Auf Deutsch erschien im Jahr 2004 sein Roman „Meines Helden Platz“ (vgl. Heldenplatz), 2012 erschienen 16 Erzählungen unter dem Titel „Der wogende Balaton“.